# Casanova (film, 1927)
Pour les articles homonymes, voir Casanova (homonymie).
Pour plus de détails, voir Fiche technique et Distribution.
Casanova est un film muet franco-allemand en noir et blanc réalisé par Alexandre Volkoff, sorti en 1927. 

## Synopsis
La vie du célèbre Giacomo Casanova, aventurier vénitien au XVIIIe siècle.

## Fiche technique
- Titre : Casanova
- Réalisation : Alexandre Volkoff, assisté d'Anatole Litvak et de Georges Lampin
- Scénario : Norbert Falk, Ivan Mosjoukine et Alexandre Volkoff
- Costumes : Boris Bilinsky
- Décors : Alexandre Lochakoff
- Photographie : Fédote Bourgasoff, Léonce-Henri Burel et Nicolas Toporkoff
- Musique : pour la restauration de 1986 Georges Delerue
- Musique : pour la restauration de 2021 Günther Buchwald
- Production : Noë Bloch (en) et Gregor Rabinovitch
- Sociétés de production : Cine-Allianz (en), Deulig Film (en), Société des Cinéromans
- Sociétés de distribution : Pathé Consortium Cinéma (France), UFA-Filmverleih (Allemagne), European Motion Picture Company (Royaume-Uni), Metro-Goldwyn-Mayer (États-Unis)
- Pays de production :  France | Allemagne  République de Weimar
- Langue : film muet avec les intertitres en français
- Format : Noir et blanc avec des séquences teintées et quelques séquences colorisées au pochoir — 35 mm — 1,33:1 — Muet
- Genre : Film biographique
- Durée : 132 minutes (2h12) pour la restauration de 1986 ; 159 minutes (2h39) pour la restauration de 2021
- Date de sortie : 
  - France : 13 septembre 1927

## Distribution
- Ivan Mosjoukine : Casanova
- Suzanne Bianchetti : Catherine II
- Diana Karenne : Maria, la duchesse de Lardi
- Jenny Jugo : Thérèse
- Rina De Liguoro : Corticelli
- Nina Koshetz : la comtesse Vorontzoff
- Olga Day : Lady Stanhope
- Paul Guidé : Grigori Orlov
- Carlo Tedeschi : Menucci
- Rudolf Klein-Rogge : le tsar Pierre III
- Michel Simon : un sbire
- Georges Lampin
- Nathalie Lissenko
- Maria Ivogün : Soprano (non crédité)